# Mata Gara
Mata Gara is een bestuurslaag in het regentschap Tangerang van de provincie Banten, Indonesië. Mata Gara telt 7940 inwoners (volkstelling 2010).